# SC Siemensstadt
Maillots
Dernière mise à jour : 8 mai 2011.
Le SC Siemensstadt est un club sportif allemand de football, localisé dans le quartier de Siemensstadt dans l’arrondissement de Spandau, à Berlin.
Le club fut restructuré dans sa forme actuelle en 1975. Il compte 24 départements différents.

## Localisation

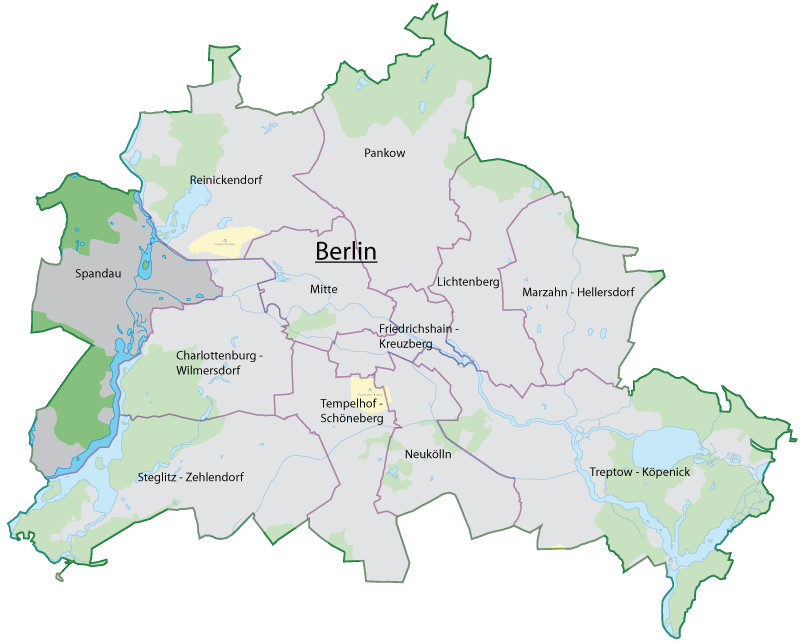
localisation de l'arrondissement de Spandau
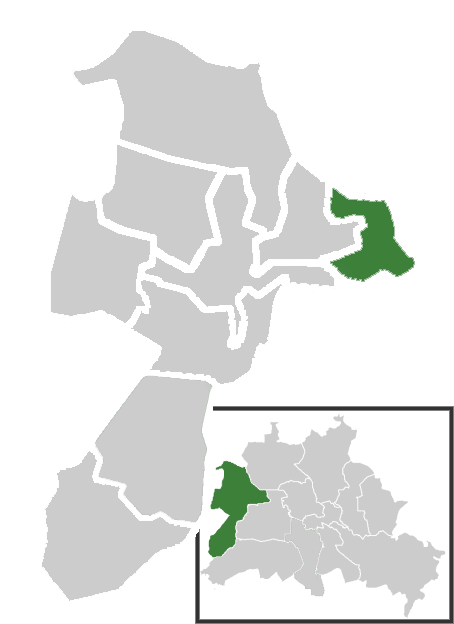
quartier de Siemensstadt dans l'arrondissement de Spandau

## Histoire
Les racines du club remonte au 11 février 1900 et la fondation du SC Wacker 1900.
En 1974, le SC Wacker Siemenstadt fut un des fondateurs de l'Oberliga Berlin, une ligue située au 3e niveau de la hiérarchie. Il y évolua trois saisons puis fut relégué. Le cercle remonta en Oberliga de 1988 à 1990.
En 2010-2011, le SC Siemensstadt évolue en Kreisliga B (Groupe 1), soit au 10e niveau de la hiérarchie de la DFB.